# Dubbele standaard

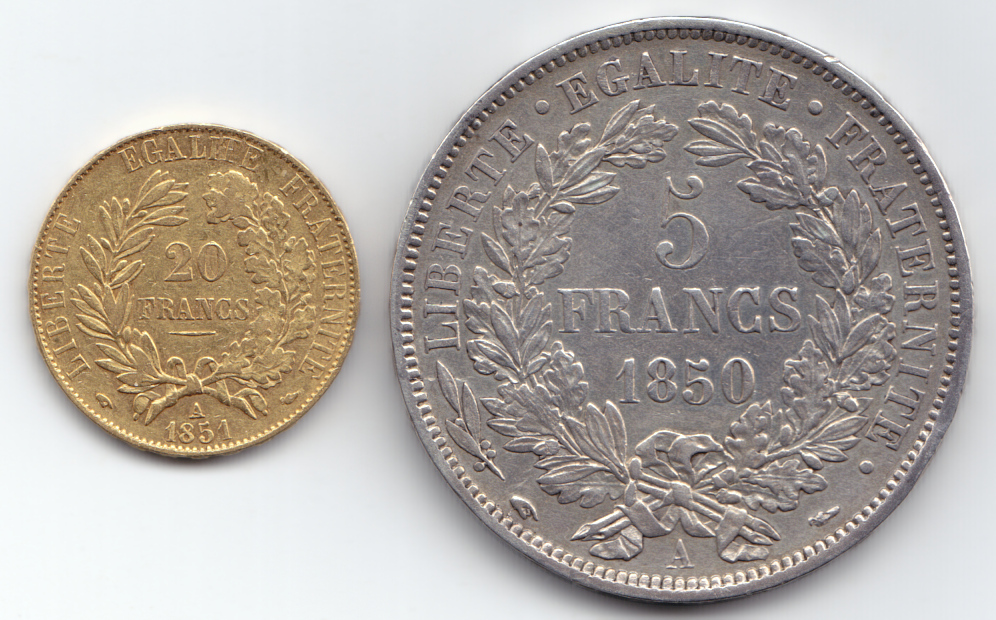
Gouden munt 20 francs en zilveren 5 francs periode Tweede Franse Republiek. Gewicht 6,41 en 24,94 g. Deze verhouding van goud tot zilver (1:15,5) werd later overgenomen door de Latijnse muntunie.

De dubbele standaard of bimetallisme is een muntstelsel waarbij de waarde van de munt bepaald wordt door twee factoren, meestal de goudprijs en de zilverprijs. Nederland heeft in de negentiende eeuw enige tijd de dubbele standaard gehanteerd. Doordat de goud- en de zilverprijzen zich onafhankelijk van elkaar bewegen is de dubbele standaard moeilijk te handhaven. Om die reden stapte men over op de zilveren standaard, later op de gouden standaard.